# Macrostomum sillimani
Macrostomum sillimani är en plattmaskart. Macrostomum sillimani ingår i släktet Macrostomum och familjen Macrostomidae. Inga underarter finns listade i Catalogue of Life.